# Узбекистански сом
Узбекистански сом (узбечки: O‘zbek so‘m / Ўзбек сўм , ИСО 4217: УЗС) је валута Узбекистана. Дели се на 100 тијина. За време Совјетског Савеза, Казакстан, Киргистан и Узбекистан су совјетску валуту звали сом (или сум) и као такав назив се исписивао на полеђини новчаница совјетских рубљи уз остале називе за рубљу на језицима осталих социјалистичких совјетских република. Тако је и након распада СССР-а, Узбекистан задржао назив сом за своју валуту. Реч „сом“ је туркијска и значи „чисто злато“. Једно време након стецања независности, Узбекистан је још користио руску рубљу као своју валуту, да би 15. новембра 1993. представио властите новчанице. Нису издаване кованице, јер је прва серија новчаница замишљена као „прелазна валута“. Све су новчанице имале грб на предњој страни и исламску архитектуру на задњој. Већ следеће године замењен је новим сомом, а издане су и две серије кованице. Прво су коване на ћириличном писму, а друга серија на латиничном. 
Кованице и новчанице издаје Централна банка Узбекистана у следећим апоенима: 
- кованице: 1, 5, 10, 25, 50, 100 сома
- новчанице: 1, 3, 5, 10, 25, 50, 100, 200, 500, 1000 сома